# Hogna travassosi
Hogna travassosi är en spindelart som först beskrevs av Cândido Firmino de Mello-Leitão 1939.  
Hogna travassosi ingår i släktet Hogna och familjen vargspindlar. Inga underarter finns listade i Catalogue of Life.